# 锡尔维亚诺波利斯
锡尔维亚诺波利斯是巴西米纳斯吉拉斯州的一个市镇。总面积312.043平方公里，总人口6018人，人口密度19.3人/平方公里。